# 春蘭の里
春蘭の里（しゅんらんのさと）は、石川県鳳珠郡能登町及びその周辺に存在する農家民宿群。2011年6月に『BBCワールドチャレンジ2011』にて4位を獲得し、地域おこしの先駆的事例として紹介された。

## 沿革
過疎化の進む能登町周辺の再生を目的に、1996年に「春蘭の里実行委員会」が結成され、翌年1997年に最初の農家民宿が開業された。農家民宿数は徐々に増え、2018年現在は49軒となっている。2010年10月、生物多様性条約第10回締約国会議（COP10）のエクスカーション受け入れにてSATOYAMA（里山）の代表として紹介され、また、2011年10月にイギリス『BBCワールドニュース』の地域課題解決の取組みを紹介する「ワールドチャレンジ2011」にて4位にノミネートされたり、2013年10月29日には皇太子徳仁親王の訪問を受けたりした。個人客のみならず、修学旅行などの団体客取込みを進めることで、宿泊客数を徐々に増やし、2016年時点で、年間1万人超の訪問客が訪れている。

## 農家民宿
農家民宿とは一般に農家が自宅や離れなどに観光客を宿泊させるサービスのこと。春蘭の里では、地元食材を使った郷土料理や伝統文化の体験など地域資源を生かしたもてなしが特徴で、山菜採り、まきわり、田植えなどの農業といった日本の農村生活を体験できるアクティビティや、輪島塗の器に、川魚を囲炉裏で焼いたものや、里山で採取される山菜やキノコを盛り付けた料理が提供される。

## 表彰
- 2009年に宿の女将が農林漁家民宿おかあさん100選受賞[10]
- 2010年石川県「里山里海ミュージアムプロジェクト」モデル地区選定[11]
- 英BBC放送のワールドチャレンジ2011ファイナリストにノミネート[2]
- 2013年2月9日に平成24年度地域づくり総務大臣表彰[12]